# Đoan Hùng
Đoan Hùng là huyện cực bắc của tỉnh Phú Thọ, Việt Nam.

## Địa lý
Huyện Đoan Hùng là một huyện đồi núi trung du, nằm tại ngã ba ranh giới giữa tỉnh Phú Thọ với tỉnh Yên Bái và tỉnh Tuyên Quang, có vị trí địa lý:
- Phía đông giáp huyện Sơn Dương, tỉnh Tuyên Quang
- Phía tây giáp huyện Hạ Hòa
- Phía nam giáp huyện Thanh Ba và huyện Phù Ninh
- Phía bắc giáp huyện Yên Bình, tỉnh Yên Bái và huyện Yên Sơn, tỉnh Tuyên Quang.

Trên phần phía Đông Bắc huyện có đoạn cuối của sông Chảy (phần hạ du thủy điện Thác Bà), đổ nước vào sông Lô ngay tại đây. Men theo phần lớn ranh giới với huyện Sơn Dương - Tuyên Quang, là dòng sông Lô, một con sông lớn của hệ thống sông Hồng, nhưng ngã ba sông Chảy - sông Lô lại nằm sâu trong lòng huyện.
Huyện có diện tích tự nhiên của huyện Đoan Hùng là 302,4 km² và dân số, theo kết quả cuộc tổng điều tra dân số và nhà ở 01 tháng 4 năm 2009, là 103.413 người.

## Hành chính
Huyện Đoan Hùng có 14 đơn vị hành chính cấp xã trực thuộc, bao gồm thị trấn Đoan Hùng (huyện lỵ) và 13 xã: Bằng Doãn, Bằng Luân, Ca Đình, Chân Mộng, Chí Đám, Hợp Nhất, Hùng Long, Hùng Xuyên, Ngọc Quan, Phú Lâm, Phúc Lai, Tây Cốc, Yên Kiện.

## Lịch sử

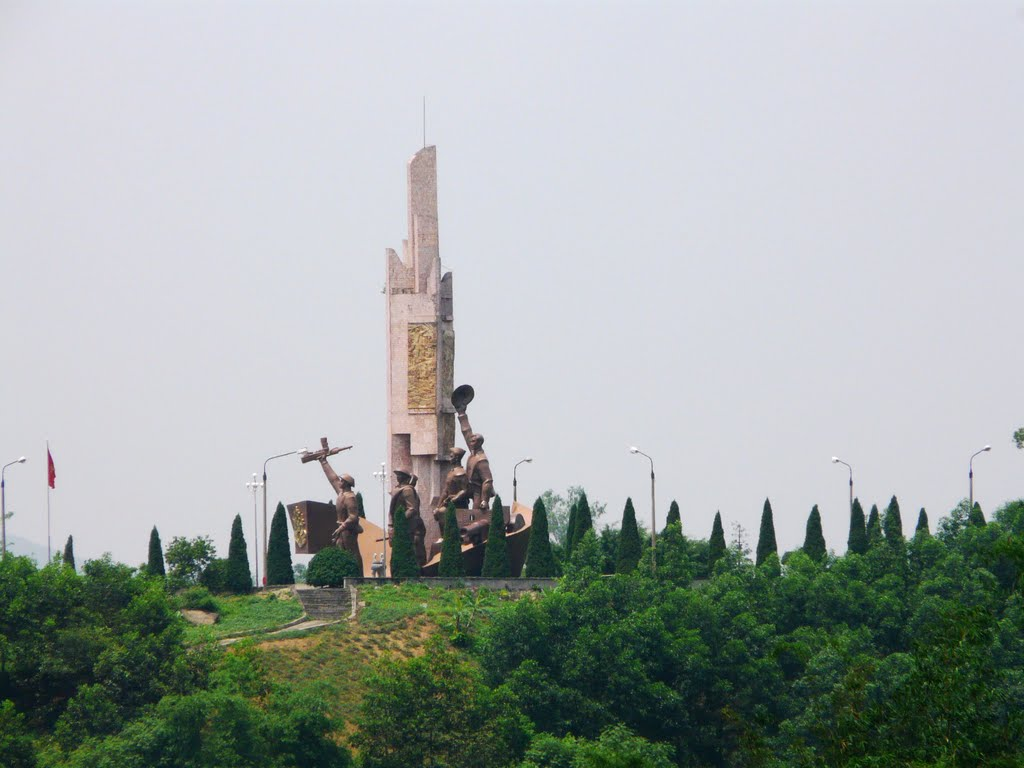
Tượng đài Chiến thắng Sông Lô

Đoan Hùng nguyên là một phủ thuộc tỉnh Sơn Tây cũ, tới thời Pháp thuộc thì được chuyển về tỉnh Hưng Hóa.
Ngày 24 tháng 10 năm 1947, tại đoạn sông Lô chảy qua xã Chí Đám gần ngã ba sông Lô - sông Chảy đã diễn ra trận chiến đấu ác liệt của bộ đội chủ lực phối hợp với dân quân du kích địa phương đánh đắm tàu chiến của thực dân Pháp lập nên chiến thắng sông Lô.
Năm 1952, bộ đội chủ lực cùng nhân dân xã Chân Mộng đã chiến đấu tiêu diệt quân viễn chinh Pháp tại cầu Hai, lập nên chiến thắng Chân Mộng – Trạm Thản.
Ngày 6 tháng 5 năm 1963, sáp nhập ba xã Tiêu Sơn, Vân Đồn và Minh Tiến thuộc huyện Phù Ninh vào huyện Đoan Hùng.
Ngày 16 tháng 2 năm 1967, sáp nhập 2 xã Hán Đà và Đại Minh vào huyện Yên Bình, tỉnh Yên Bái.
Ngày 21 tháng 3 năm 1967, thành lập thị trấn nông trường Vân Hùng thuộc huyện Đoan Hùng.
Ngày 26 tháng 1 năm 1968, 2 tỉnh Vĩnh Phúc và Phú Thọ được hợp nhất thành tỉnh Vĩnh Phú, huyện Đoan Hùng thuộc tỉnh Vĩnh Phú.
Sau năm 1975, huyện Đoan Hùng có thị trấn nông trường Vân Hùng và 24 xã: Bằng Doãn, Bằng Luân, Chí Đám, Đại Nghĩa, Đông Khê, Hùng Long, Hùng Quan, Hữu Đô, Minh Lương, Minh Tiến, Nghinh Xuyên, Ngọc Quan, Phong Phú, Phú Thứ, Phúc Lai, Phương Trung, Quế Lâm, Sóc Đăng, Tây Cốc, Thọ Sơn, Tiêu Sơn, Vân Đồn, Vân Du, Yên Kiện.
Ngày 5 tháng 7 năm 1977, huyện Đoan Hùng được hợp nhất với 2 huyện Thanh Ba, Hạ Hòa 7 xã: Minh Phú, Tiên Phú, Trạm Thản, Chân Mộng, Vụ Quang, Liên Hoa, Phú Mỹ của huyện Phù Ninh thành huyện Sông Lô.
Ngày 22 tháng 10 năm 1980, trả 4 xã: Trạm Thản, Tiên Phú, Liên Hoa, Phú Mỹ về huyện Phong Châu, huyện Đoan Hùng được tái lập từ huyện Sông Lô (do chia huyện Sông Lô thành 2 huyện là Đoan Hùng và Thanh Hòa).
Năm 1987, giải thể thị trấn nông trường Vân Hùng.
Ngày 14 tháng 10 năm 1994, chuyển xã Thọ Sơn thành thị trấn Đoan Hùng, thị trấn huyện lỵ huyện Đoan Hùng.
Ngày 26 tháng 11 năm 1996, tỉnh Vĩnh Phú được tách thành 2 tỉnh là Vĩnh Phúc và Phú Thọ, huyện Đoan Hùng thuộc tỉnh Phú Thọ.
Ngày 1 tháng 4 năm 2003, thành lập xã Ca Đình trên cơ sở 1.417 ha diện tích tự nhiên và 2.749 nhân khẩu của xã Tây Cốc.
Ngày 17 tháng 12 năm 2019, Ủy ban Thường vụ Quốc hội ban hành Nghị quyết 828/NQ-UBTVQH14 về việc sắp xếp các đơn vị hành chính cấp xã thuộc tỉnh Phú Thọ giai đoạn 2019–2021 (nghị quyết có hiệu lực từ ngày 1 tháng 1 năm 2020). Theo đó:
- Sáp nhập 3 xã: Đông Khê, Hùng Quan, Nghinh Xuyên thành xã Hùng Xuyên
- Sáp nhập 3 xã: Phú Thứ, Đại Nghĩa, Hữu Đô thành xã Hợp Nhất
- Sáp nhập 3 xã: Phương Trung, Quế Lâm, Phong Phú thành xã Phú Lâm.

Ngày 14 tháng 11 năm 2024, Ủy ban Thường vụ Quốc hội ban hành Nghị quyết số 1282/NQ-UBTVQH15 về việc sắp xếp các đơn vị hành chính cấp xã thuộc tỉnh Phú Thọ giai đoạn 2023–2025 (nghị quyết có hiệu lực từ ngày 1 tháng 1 năm 2025). Theo đó:
- Sáp nhập 2 xã Minh Phú và Vụ Quang vào xã Chân Mộng
- Sáp nhập 2 xã Minh Tiến và Tiêu Sơn vào xã Yên Kiện
- Sáp nhập xã Vân Đồn vào xã Hùng Long
- Sáp nhập xã Vân Du vào xã Chí Đám
- Sáp nhập xã Minh Lương vào xã Bằng Doãn
- Sáp nhập xã Sóc Đăng vào thị trấn Đoan Hùng.

Huyện Đoan Hùng có 1 thị trấn và 13 xã như hiện nay.

## Kinh tế
Đoan Hùng là một huyện miền núi phát triển về kinh tế,giao thông cơ sở hạ tầng. Nguồn thu chủ yếu là cây chè,lúa nước,cây bạch đàn...Bên cạnh đó chế biến lâm sản, khai thác cát sỏi...

### Đặc sản
Bưởi Đoan Hùng: Đặc sản nổi tiếng trong cả nước với 2 vùng bưởi Chí Đám và Bằng Luân, huyện triển khai dự án trồng mới 1093 ha bưởi đặc sản tại 16 xã trong huyện; các xã phía nam trồng thêm hàng trăm ha bưởi Diễn. Hiện nay cây bưởi ở Đoan Hùng là cây thế mạnh đang cho năng suất và sản lượng cao, giúp nhiều hộ dân xóa đói giảm nghèo và vươn lên làm giàu.

## Giao thông
- Đường bộ:

- Quốc lộ 2
- Quốc lộ 70
- Quốc lộ 70B

- Đường thủy có sông Chảy, sông Lô.

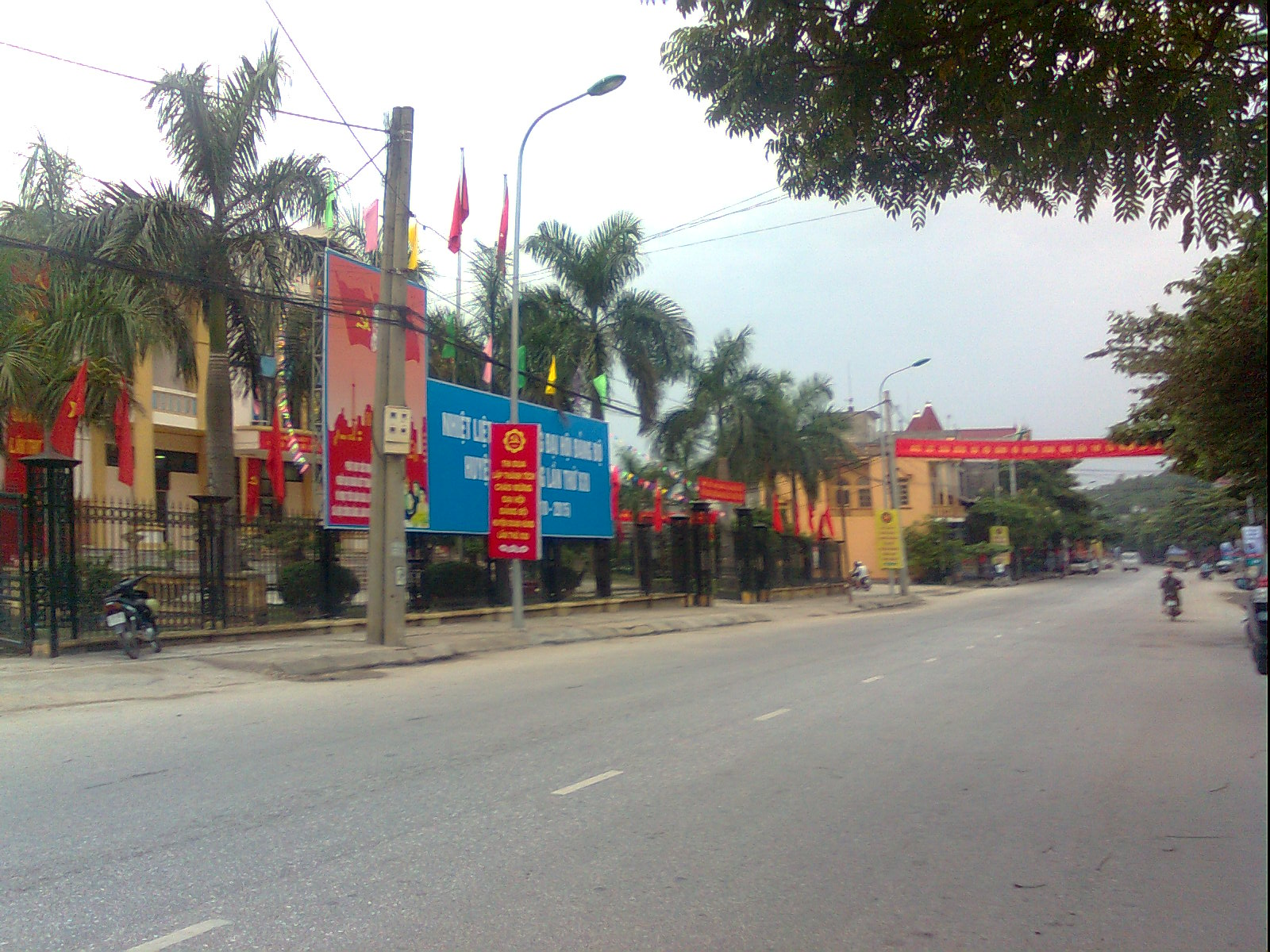
Đường phố tại thị trấn Đoan Hùng

Đây cũng là địa phương có Đường cao tốc Tuyên Quang – Phú Thọ đi qua.